# Schönberg bei Freiburg
Schönberg bei Freiburg este o arie protejată (sit de importanță comunitară — SCI, arie de protecție specială avifaunistică — SPA) din Germania întinsă pe o suprafață de 68,68 ha, integral pe uscat.

## Localizare
Centrul sitului Schönberg bei Freiburg este situat la coordonatele 47°58′20″N 7°47′51″E / 47.9722°N 7.7975°E.

## Înființare
Situl Schönberg bei Freiburg a fost declarat arie de protecție specială avifaunistică în noiembrie 2007 pentru a proteja 5 specii de animale. Situl a fost protejat și ca sit de importanță comunitară în noiembrie 2007.

## Biodiversitate
Situată în ecoregiunea continentală, aria protejată nu include niciun habitat protejat.
La baza desemnării sitului se află mai multe specii protejate de  păsări (5): ciocănitoarea de stejar (Dendrocopos medius), presură bărboasă (Emberiza cirlus), capîntortură (Jynx torquilla), sfrâncioc roșiatic (Lanius collurio), ciocănitoare verzuie (Picus canus).